# Lucius Roscius Aelianus Paculus (Konsul 157)
Lucius Roscius Aelianus Paculus war ein im 2. Jahrhundert n. Chr. lebender römischer Politiker. In den Militärdiplomen wird sein Name als Lucius Roscius Aelianus angegeben, in einer Inschrift als Lucius Roscius Paculus.
Durch Militärdiplome, die z. T. auf den 23. April 157 datiert sind, ist belegt, dass Aelianus Paculus 157 zusammen mit Gnaeus Papirius Aelianus Suffektkonsul war; die beiden übten dieses Amt im zweiten Nundinium des Jahres aus. Die beiden Konsuln sind auch in einer Inschrift aufgeführt.
Aelianus Paculus war vermutlich der Sohn von Lucius Roscius Paculus, der in einer Inschrift als consul designatus aufgeführt ist; Lucius Roscius Aelianus Paculus, ordentlicher Konsul im Jahre 187, war wahrscheinlich sein Sohn.